# わくわく1dayパス
わくわく1dayパスとは、熊本県内の路線バスにおいて1枚の乗車券で各社のバスに共通して1日に何度も繰り返し使用出来る一日乗車券の愛称である。使用できる事業者の使用可能区間によって区間指定(1)・区間指定(2)ならびに熊本県内版の3種類があり、使用エリア内にある一部の施設などの割引入場引換券もセットになっている。

## 概要
これまで熊本市交通局（熊本都市バス）・九州産交バス・熊本電気鉄道（土・日・祝日のみ）においては各社それぞれ独自において1日乗車券の販売を行ってきた。これらを全て統一し使用可能範囲を広げる事で全社を通じ乗り継ぎなどの利便性の確保やサービス向上を目標にさらなる公共交通機関の利用促進を図る目的として2010年3月31日より販売が開始され4月1日より使用出来るようになった。これにより1枚の乗車券により使用可能エリア内であり尚且つ利用出来る事業者であれば会社を問わず1日に何度も乗り降りや乗り継ぎが出来る。
年度毎の限定販売として、毎年デザインを変更して販売してきたが、2013年度からは、3年度有効となる乗車券にデザインか変更された。これにより、スクラッチに年部分が追加されている。
かつては、使用可能エリアを2日間連続して使用出来るわくわく2dayパス（各社共通2日乗車券）も販売されていたが、2014年度末をもって販売を終了、2015年度より廃止となった。また、2015年度からは価格改定により販売金額が大幅に値上げされている。
2023年1月28日からは、トヨタファイナンシャルサービスのMaaSアプリ「my route」上での事前購入及びアプリ上での使用も可能になった。2024年4月1日からは「my route」サービスによる内容が変更され、これまでの「1日乗車券」という機能が廃止され、新たに「24時間券」として一新された。同時に2回目の価格改定がおこなわれ、各券ともそれぞれ100～200円の値上げとなった。また、同時に産交グループバス車内での区間指定1及び2の発売を終了した。
2025年3月に同年4月1日以降発売開始される2025年度わくわく1dayパスが大幅リニューアルすることが発表された。リニューアルの内容として、これまで熊本都市圏路線を運行しているにも拘らず使用出来なかった熊本バスが新たに参画。同社のバスでも全路線で使用出来るようになった。熊本バス参画に伴い、使用可能エリアも増大し、区間指定(1)・(2)ともに同社のエリアを追加、熊本県内版についても同社エリアのほか、県南エリアで芦北・水俣方面の最南端区間はこれまで「赤松トンネル前」（八代市）までに限定されていたが、リニューアル後は新たに水俣市・芦北町・津奈木町エリアでも使用可能となり、指定事業者であれば熊本県内全ての地域において使用出来るようになる。また、デジタルチケット（スマホ券）にこの日から新たに「熊本県内版」も搭載されるようになり、さらに同日からこれまでの「my route」に加え「RYDE PASS」が追加される。デジタル版ではこれまで乗務員に適用時間内である画面を見せる方式から、アプリ画面内にある「QRコード」を表示させ、乗車前と降車時においてバス・電車の乗降口に搭載されている読み取り機器にかざす方式に変更される（熊本市電は従来通り降車時に提示のみ）。

## 使用可能事業者
- 九州産交バス・産交バス（一部の路線ならびに一部地域を除く(後述)）
- 熊本市電
- 熊本電鉄の電車・バス
- 熊本都市バス
- 熊本バス（2025年4月1日より）

尚、熊本バスは熊本都市圏に乗り入れている事業者の一つではあるが、以前において1日乗車券制度を導入していなかったためか対象事業者には加盟していなかったため、同社においては2025年3月31日までは全路線いずれの券種も使用出来なかった。

## 券種・販売金額・使用可能エリア

### わくわく1dayパス（1日共通乗車券）
区間指定(1)－緑
- 販売金額 - 500円（2015年3月末まで） →　700円（2015年4月 - 2024年3月） →  800円（2024年4月より）
- 熊本市電においては全線で使用可能。バス全事業者に関しては、桜町BTから渡鹿・渡鹿七丁目・保田窪入口・東水前寺・東出水・健軍校前・動植物園前・画図橋・セイラタウン南・田井島・田迎・友添・近見町・下近見・島団地入口・野口郵便局前・新土河原町入口・下高野辺田・池の上・谷尾崎・城西校北・荒尾橋・小山田・上熊本営業所前・北島・NTT研修センター前・永浦橋・北熊本・篠原・黒髪六丁目間で使用可能。電鉄電車は上熊本・藤崎宮前 - 堀川間で使用可能。

区間指定(2)－青
- 販売金額 - 700円（2015年3月末まで） → 900円（2015年4月 - 2024年3月） →  1,000円（2024年4月より）
- 九州産交バスと熊本電鉄バスにおいては、桜町BTから堀川・新地団地・武蔵ヶ丘四丁目・上の窪団地・五軒屋・東ヶ丘団地・弓削変電所前・鹿帰瀬・パークドーム南（免許センターは利用範囲外）・道明・戸島駐車場前・益城インター口・小楠公園前・小楠記念館入口・秋津市営住宅・中の瀬東・中の瀬西・南田尻・田尻・川口二丁・熊本港フェリーのりば前・天水湖・万楽寺入口・植木・羽田間において利用可能な他、熊本市電と熊本都市バスの全線ならびに電鉄電車の上熊本・藤崎宮前 - 須屋間で使用可能。

熊本県内版－黄
- 販売金額 - 1,500円（2015年3月末まで） → 2,000円（2015年4月 - 2024年3月） →  2,200円（2024年4月より）
- 上記以外の事業者が運行している地域を除く熊本県内のほとんどの地域のバス路線で使用可能な他、電鉄電車も全線で使用できる。

### 24時間券（my route / RYDE PASS版）
- 販売価格は紙券の(1)・（2）・県内版と同じ
  - （熊本県内版は2025年4月1日より販売）
- スマートフォンのアプリ「my route」もしくは「RYDE PASS」をダウンロードし、端末のガイダンスに従って操作しチケットを購入後、端末上で購入したチケットを開き「使用開始」をタップした時間から翌日の同時刻1分前（例：4月1日8時00分に使用開始した場合は翌日の4月2日7時59分）までの24時間、(1)または(2)の区間が利用可能。降車時は乗車時と降車時にQRコードを車内のQRコードリーダーに読み取らせる（熊本市電は従来通りスマホ画面を乗務員に見せるだけで良い）。

### わくわく2dayパス（2日共通乗車券） ※販売終了
区間指定(1)のみ－赤
- 販売金額 - 800円
- 上記(1)のエリアを2日間連続して使用可能。

尚、深夜バスにおいては運賃が2倍となるため本券の他利用した区間の通常運賃も別途必要となる。また、イベントなどで運行される臨時バスなどにおいてはエリア内であれば事業者が特に指定しない限り全て使用可能である。

## 使用できない路線
上記のとおり熊本バスの全路線（2025年3月31日まで）の他、一部の自治体において上記以外の事業者が運行している路線（福祉バスなど）においては使用できない。また、上記の事業者が運行する路線であっても一部のコミュニティバスや、快速バスなどにおいて県内一部区間のみの利用であっても本券は全券種いずれも使用不可である。
上記事業者運行の使用不可となる路線は下記のとおり。特記無き路線は全て九州産交バス（産交バス）運行。
- 高速バスならびに県外特急バス全路線・九州横断バス・阿蘇火口線[注 3]
- 県内快速バス全路線・空港連絡バス
- 定期観光バス
- 一部の自治体コミュニティバス
  - 菊陽町内巡回バス（産交・電鉄の共同運行）
  - きくちべんりカー（電鉄バス運行）
  - レターバス（電鉄バス運行）
  - 宇土市街地循環バス
  - みなくるバス
- 水俣市・芦北町・津奈木町における全ての路線バス（2025年3月31日まで）

※以前までは、熊本県内版における芦北・水俣方面の使用可能エリア境界は「赤松トンネル前」バス停（八代市）となっていた。

## 使用にあたっての注意事項
- 紙版乗車券はスクラッチ式のため、利用する日の年・月・日の部分を各1か所ずつ削りとり、降車時に日付部分を乗務員に提示する。この場合、年・月・日の部分のうちそれぞれ2か所以上削ると無効になる。
- my route / RYDEPASS版の場合は、乗車前に購入した乗車券を利用日当日に有効にしてから乗車しQRコードを読み取り機にタッチ、降車時に再度QRコードを読み込ませる（市電は降車時に有効時間内である画面を乗務員に提示する）。1分でも有効時間を過ぎると無効となり、渋滞などによる遅延その他誤って有効時間を乗り過ごした場合は、利用した区間運賃を現金またはICカード・クレジットカード等で支払わなければならないので注意が必要。
- 使用可能エリアの境界を越えてその路線を利用する場合は、基本的には可能エリアの最終バス停にて一旦乗務員に降車ボタンで知らせ本券を提示後そのバス停から整理券を取り（ICカードまたはクレジットカード等を使用する場合はそのバス停にてカード等を読取機器にタッチし）、そのバス停を初乗りとした区間運賃を支払わなければならない。また、エリア外のバス停からエリア内まで利用する場合は、可能エリア最初のバス停において一旦その区間までの運賃を精算し、降車するバス停にて本券を乗務員に提示する。
- 2日券は連続した2日間有効となる為予め2日部削って使用していた。但し、月末か使用開始日の場合は、末日1日のみを削れば、横に「翌月の1日」という項目がスクラッチではなく設けられているので、その部分を提示すれば良かった。

## 料金割引施設
1日乗車券利用日に限り、以下の施設・記念館を割引料金にて利用できる。1施設につき1枚、本人のみ有効である。2013年度以降は、熊本城と、その他1施設のみの2枚になっている。利用の際、割引券は切り取らずに乗車券を施設の係員に渡し、係員に切り取ってもらう。2023年現在は紙版・my route版共に施設割引券がないため、当日の乗車券を（my route / RYDEPASS版の場合は有効時間内である画面）を係員に見せ、割引を適用してもらう。
全券種（8枚）
- 北岡自然公園
- 熊本城
- 旧細川刑部邸
- 熊本市立熊本博物館
- 熊本県立美術館
- 監物台樹木園
- 熊本県伝統工芸館
- 熊本市現代美術館
- 小泉八雲旧居
- 徳富記念館
- 夏目漱石内坪井旧居
- 水前寺成趣園
- 熊本洋学校教師 ジェーンズ邸
- 後藤是山記念館
- 熊本市動植物園
- 立田山自然公園
- 桜の馬場 城彩苑

区間指定(2)と熊本県内版のみ
- 横井小楠記念館
- 御馬下の角小屋

## 発売箇所
紙版は桜町BTをはじめ熊本県内各事業者の営業所窓口ならびに各事業者（九州産交グループを除く）のバス・電車の車内でも販売している。デジタル版は事前にアプリで購入が可能で、支払はクレジットカード決済またはTOYOTA Wallet（my routeのみ）、GooglePay、ApplePay（共にRYDE PASSのみ）による決済のみとなる。
- 但し、産交バス営業所における区間指定(1)と(2)の販売は、熊本・木山・山鹿・光の森・松橋・玉名のみでしか取り扱っていない。
- 紙券の場合、使用期限が設定されているが、期限切れの乗車券は、販売窓口で新しい乗車券と交換可能。
- デジタル版はアプリでの購入から一ヶ月（2025年3月までのmy route版のみの時は三ヶ月間）の有効期限があり、使用しなかった場合は無効となる（未使用時に限りアプリから払い戻しすることで50円の手数料を差し引いて払い戻される）。

## 関連事項
- 九州産交バス
- 熊本市交通局（車内での販売は2025年3月31日で終了）
- 熊本電気鉄道
- 熊本都市バス
- 熊本バス
- 市電・市バス1日乗車券（販売終了）
- TO熊カード（販売終了）
- くまモンのIC CARD（熊本地域振興ICカード）
- 交通系ICカード全国相互利用サービス（熊本県内ではJR・熊本市電を除き2024年11月15日を以って取扱い終了）
- SUNQパス
- 一日乗車券
- クレジットカード